# Lothar Mendes
Lothar Mendes (Berlino, 19 maggio 1894 – Londra, 25 febbraio 1974) è stato un regista, sceneggiatore e attore inglese che, dopo aver iniziato la sua carriera in Europa al tempo del muto, si trasferì negli Stati Uniti, continuando a lavorare a Hollywood.

## Biografia
A Berlino, dov'era nato nel 1894 in una famiglia ebrea, Lothar Mendes frequentò il Sophien-Gymnasium und Realgymnasium, la stessa scuola dove studiò anche un altro famoso regista, Ernst Lubitsch. Ancora molto giovane, esordì sulle scene come attore. Recitò per un anno nei teatri di Brema, Hannover e Vienna per poi tornare a lavorare a Berlino.
Alla fine della guerra, Mendes si rivolse al cinema. Come attore, prese parte a un film ungherese, poi trovò lavoro come sceneggiatore per la casa di produzione berlinese Ring-Film GmbH e diresse il suo primo film nel 1921. Fu sposato per un breve periodo con l'attrice Eva May, figlia di Joe May, un noto produttore, ma il matrimonio durò poco.
Dopo aver diretto attori come Lya De Putti, Paul Wegener, Lil Dagover e Conrad Veidt, Mendes accettò a metà degli anni venti un'offerta della Paramount e si trasferì negli Stati Uniti. Dal 1926 al 1928, fu sposato con l'attrice Dorothy Mackaill che diresse in Convoy.

## Filmografia
La filmografia - basata su IMDb - è completa.

### Regista
- Das Geheimnis der Santa Maria (1921)
- Der Abenteurer (1922)
- Scheine des Todes (1923)
- S.O.S. Die Insel der Tränen (1923)
- Der Mönch von Santarem
- Liebe macht blind (1926)
- Die drei Kuckucksuhren
- Prince of Tempters
- Convoy, regia di Joseph C. Boyle e (non accreditato) Lothar Mendes (1927)
- A Night of Mystery
- La via del male (Street of Sin), co-regia di Ludwig Berger, Mauritz Stiller e Josef von Sternberg (1928)
- L'intruso (Interference), co-regia di Roy Pomeroy (1928)
- The Four Feathers, co-regia di Merian C. Cooper e Ernest B. Schoedsack (1929)
- Funamboli (Dangerous Curves) (1929)
- Illusion (1929)
- The Marriage Playground  (1929)
- Paramount revue
- Ladies' Man (1931)
- Personal Maid, co-regia di Monta Bell (1931)
- L'usurpatore (Strangers in Love) (1932)
- Payment Deferred
- Se avessi un milione (If I Had a Million), co-regia aa.vv (1932)
- Piroscafo di lusso
- Jew Süss
- L'uomo dei miracoli (The Man Who Could Work Miracles)
- Ardente fiamma (Moonlight Sonata) (1937)
- Il diavolo con le ali
- Aquile sul Pacifico (Flight for Freedom) (1943)
- Il traditore dei mari
- ...e le mura caddero (The Walls Came Tumbling Down) (1946)

### Sceneggiatore
- Der Silberkönig, 1. Teil - Der 13. März, regia di Erik Lund (1921)
- Der Silberkönig, 2. Teil - Der Mann der Tat, regia di Erik Lund (1921)
- Der Silberkönig, 3. Teil - Claim 36, regia di Erik Lund (1921)
- Der Silberkönig, 4. Teil - Rochesterstreet 29, regia di Erik Lund (1921)
- Das Geheimnis der Santa Maria, regia di Lothar Mendes (1921)
- Scheine des Todes
- Nazi Agent

### Attore
- Tájfun, regia di Lajos Lázár (1918)
- Jou-Jou
- Ladies' Man, regia di Lothar Mendes (1931)

### Produttore
- Personal Maid, regia di Monta Bell e di Lothar Mendes (1931)
- Ardente fiamma (Moonlight Sonata), regia di Lothar Mendes (1937)

## Galleria d'immagini

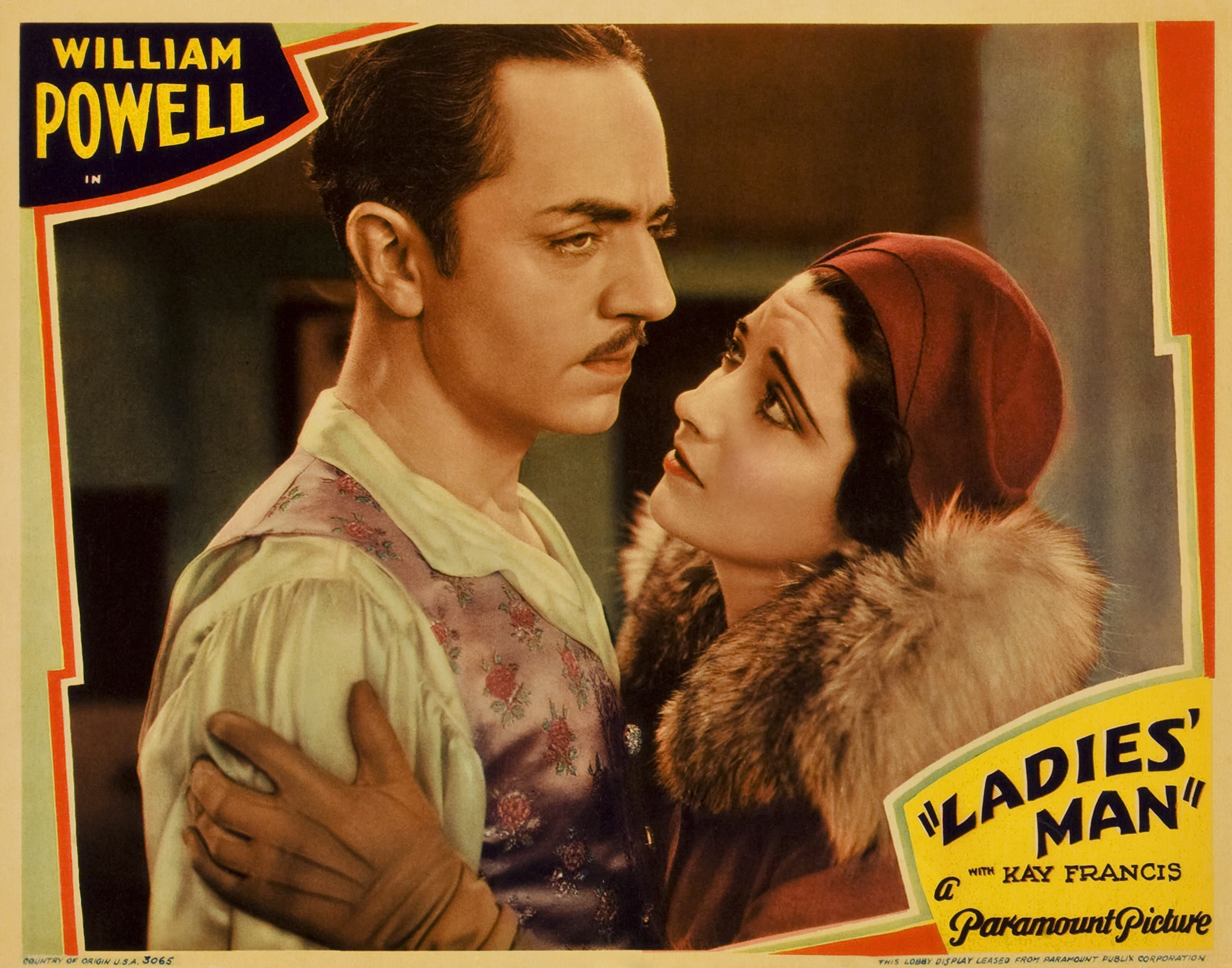
Ladies' Man (1931)